# Abu-Saïd Gardezí
Abu-Saïd Abd-al-Hayy ibn ad-Dahhak ibn Mahmud Gardizí (persa: ابوسعید عبدالحی بن ضحاک بن محمود گردیزی), conegut com a Abu-Saïd Gardezí (mort vers 1061), fou un geògraf i historiador musulmà nadiu de Gardiz (Afganistan). Fou l'autor d'un llibre d'història general anomenat Zayn al-Akhbār o Tarikh-i Gardezi, de gran importància per la història medieval de l'Afganistan, Pèrsia i Àsia central.
Gardizí va adoptar una visió desapassionada de la història, el que és bastant notable per al seu temps. Per exemple, no va lloar el gaznàvides ni la vinguda del seljúcides. El seu estil d'escriptura és considerat com un exemple de la prosa clàssica persa.